# Peter Rabbit (film)
Peter Rabbit è un film a tecnica mista del 2018 diretto da Will Gluck.
Il film è un adattamento cinematografico della serie televisiva Peter Coniglio (Peter Rabbit), basata a sua volta sul racconto di Beatrix Potter.

## Trama
Peter è un simpatico coniglio che insieme alle sue sorelle/gemelle Coda-Tonda, Flopsy Rabbit e Mopsy Rabbit e suo cugino Benjamin Bunny combinano un sacco di guai nell’orto del burbero Thomas McGregor Sr. Dopo l'ennesimo scherzo di Peter e della sua famiglia, il signor McGregor avverte Bea (la sua vicina nonché proprietaria dei conigli) che se i suoi conigli entrerano di nuovo nel suo orto, li catturerà e li trasformerà in un pasticcio di coniglio, come era successo ai genitori di Peter.
Il mattino seguente, nonostante l’avvertimento di Bea, Peter entra di nuovo nell’orto del signor McGregor, dove viene tuttavia catturato. Subito dopo il signor McGregor muore, e Peter, pensando di aver eliminato il vecchio McGregor (che in realtà è solo morto per un infarto a causa di una vita non salutare), pensa che ora il giardino sia suo. Così invita le sue sorelle/gemelle, suo cugino e tutti gli animali della foresta per una festa a casa del defunto McGregor.
Nel frattempo, a Londra, il giovane pro-nipote di McGregor, Thomas, riceve un messaggio dicendo che il suo pro-zio è morto (incosciente di aver avuto un pro-zio) e che erediterà lui la casa di McGregor. Una volta arrivato a Romwille (un paese della campagna vicino a Londra), Thomas trova la casa del suo pro-zio piena di verdure e spazzatura per la festa organizzata da Peter, e dopo aver messo a posto la casa, incontra Bea e i due diventano amici. Peter, pensando che il pro-nipote di McGregor voglia rubare a loro Bea, con l’aiuto della sua famiglia, organizzerà tutto il necessario per impedire al giovane McGregor di rubare la “loro” proprietaria.
Mettendo delle armi nella casa, Peter pensa che così potranno avere Bea tutta per sé. Thomas ad un certo punto organizza anche lui un piano per neutralizzare Peter e la sua famiglia. Nella notte mette delle dinamiti nella caverna dei conigli, pensando così che potrà liberarsi definitivamente di loro. Il mattino successivo Thomas incontra di nuovo Bea, e Peter accende il telecomando delle dinamiti, facendo però distruggere la loro casa e anche quella di Bea. Quest'ultima, pensando che Thomas sia perfido come il suo pro-zio, decide di andarsene via verso il Texas.
Thomas ritorna così a Londra dove trova un lavoro ad Harrods. Intanto Peter si accorge di aver sbagliato, e perciò ordina alle sue sorelle/gemelle di tenere impegnata Bea, mentre lui e Benjamin si recheranno a Londra per riportare a Romwille Thomas. I due ci riescono, e tornano da Bea con Thomas, dove Peter le presenta gli scherzi fatti da lui e dalla sua famiglia per impedire a Thomas di portare via Bea. Ella si scusa con i suoi conigli, e decide di restare a Romwille con Thomas, Peter e la sua famiglia.

## Promozione
Il primo trailer viene presentato venerdi 22 settembre 2017. Mentre quello in italiano il 2 ottobre dello stesso anno.

## Distribuzione
Il film è stato distribuito nelle sale cinematografiche statunitensi il 9 febbraio 2018, mentre in quelle italiane il 22 marzo dello stesso anno.

## Sequel
Un sequel del film intitolato Peter Rabbit 2 - Un birbante in fuga è uscito nel 2021.